# Ulica Ołowiana we Wrocławiu

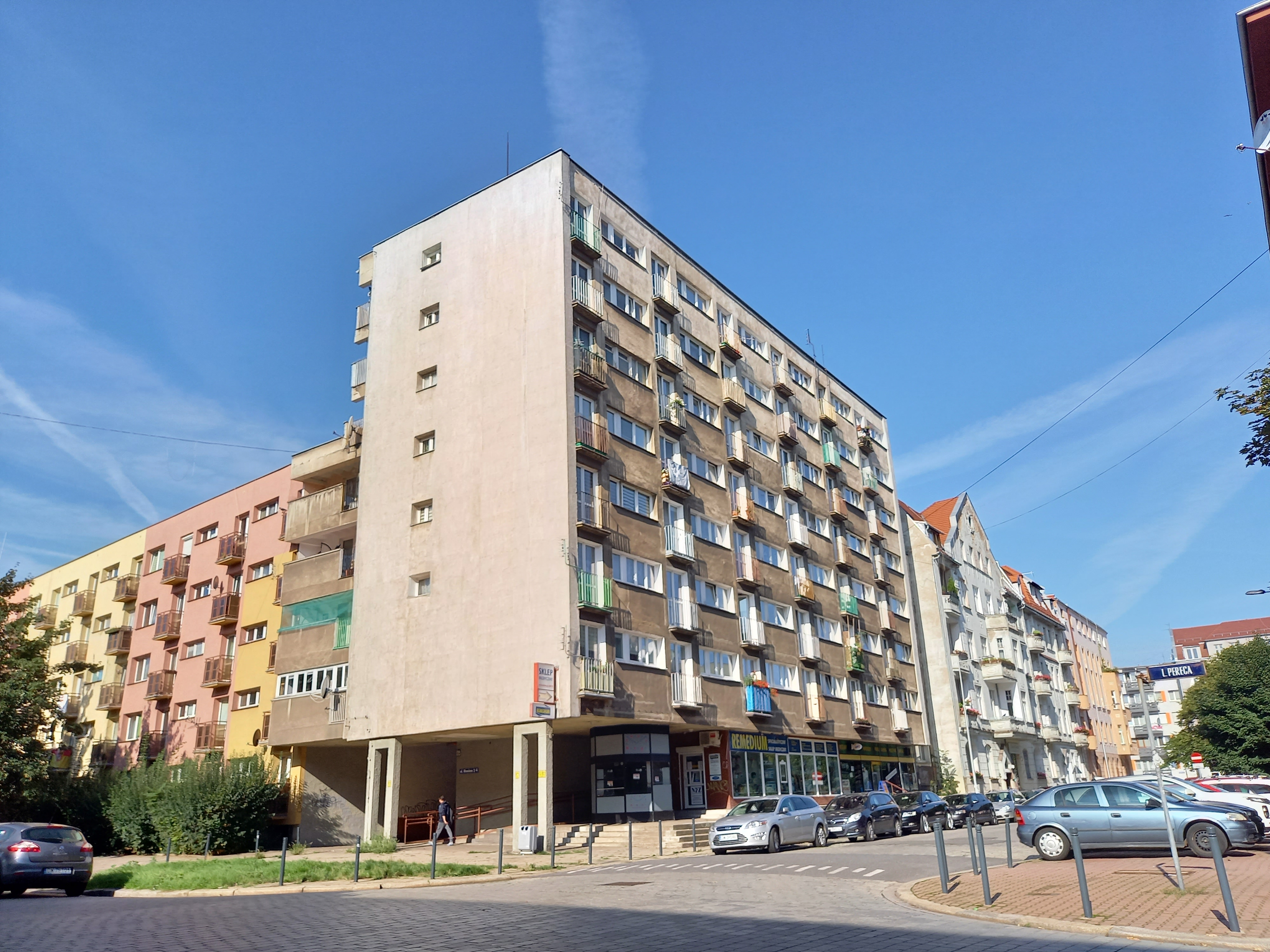
Ul. Ołowiana 2-4

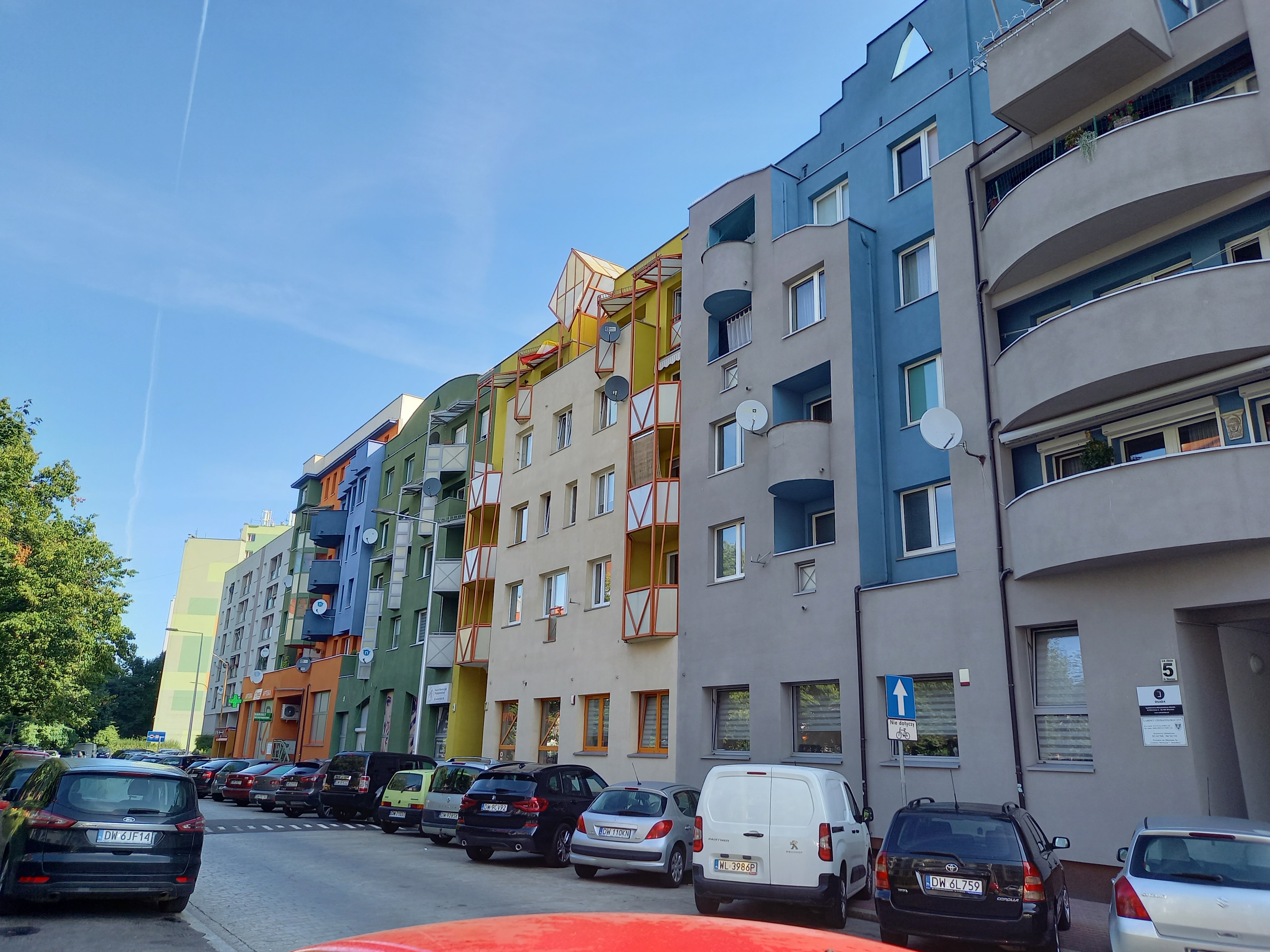
Ul. Ołowiana 5-13

Ulica Ołowiana – ulica położona we Wrocławiu, łącząca ulicę Icchaka Lejba Pereca z ulicą Oporowską na osiedlu Gajowice, w dawnej dzielnicy Fabryczna. Ulica ma 200 m długości. Obszar przez który przebiega ulica ujęty jest w gminnej ewidencji zabytków i objęty jest ochroną w zakresie historycznego układu urbanistycznego osiedla. Przy ulicy i w najbliższym otoczeniu znajdują się zabytkowe budynki również wpisane do gminnej ewidencji zabytków.

## Historia
Ulica przebiega przez obszar dawnych Gajowic (Gabitz), który został włączony do miasta w 1868 r. Rejon pobliskiego placu Icchaka Lejba Pereca ukształtowany został według projektu z 1895 r. Plac ten (Rehdigerplatz) z częścią dochodzących do niego ulic istniał już w 1901 r., ale nie istniały jeszcze ani ulica Ołowiana, ani Kłośna. Natomiast do 1926 r. ulica Ołowiana istniała już na całej swojej długości, wraz z zabudową po obu jej stronach, podobnie jak wspomniana ulica Kłośna (Wielandstrasse). Istniał już także charakterystyczny trójkąty w rzucie poziomym skwer zlokalizowany między dwiema jezdniami ulicy Ołowianej i ulicą Kłośną zachowany do dziś. Po obu stronach ulicy istniały ciągła zabudowa pierzejowa z numeracją od 1 do 17 dla numerów nieparzystych i od 2 do 16 dla numerów parzystych. Numeracja ta dla numeru 3 i numerów 2-10 została zachowana współcześnie, także dla powojennego budynku 2-4 zbudowanego z miejscu zniszczonej zabudowy.
Zabudowa Gajowic w dużej części uległa, w wyniku działań wojennych, zniszczeniom powstałym podczas oblężenia Wrocławia w 1945 r. Zniszczony podczas II wojny obszar Gajowic od lat 60. XX wieku stał się miejscem największej inwestycji mieszkaniowej w powojennej historii miasta pod nazwą osiedla mieszkaniowego „Gajowice”. W latach 60. i 70. XX wieku nastąpiła odbudowa osiedla Gajowice według projektu Igora Tawryczewskiego. Prace nad projektem rozpoczęto w 1959 r., a z wyżej wymienionym współpracowali: Edmund Frąckiewicz, Jadwiga Grabowska-Hawrylak, Maria Kiełczewska, Witold Maciejewski, Zygmunt Pawłowicz, Maria Tawryczewska. Powstała wówczas zabudowa przy ulicy Ołowianej, z uwzględnieniem zachowanych budynków pod numerami 3, 6, 8, 10. Wolna od zabudowy pozostała strona południowo-wschodnia sięgająca ulicy Żelaznej, z wyjątkiem pojedynczej zachowanej kamienicy pod numerem 3. Przy skrzyżowaniu z ulicą Icchaka Lejba Pereca w miejsce zniszczonej zabudowy pod numerami 2 i 4 powstał między innymi budynek lokalami usługowymi na parterze wyniesionym ponad poziom terenu, przy czym w jednym z nich przez lata mieściła się księgarnia i sklep papierniczy oraz w podcieniu charakterystyczny kiosk, w którym przez lata mieściła się kolektura gier Totalizatora Sportowego. Natomiast pierzeję południowo-zachodnią ulicy na odcinku od ulicy Kłośnej do ulicy Oporowskiej stanowi parawanowy budynek sięgający ulicy Grabiszyńskiej i nadwieszony nad ulicą Oporowską. Budynkowi przypisano adresy: ulica Kłośna 1 i ulica Żelazna 58-74 mimo że położony jest w pierzei ulicy Ołowianej, po przeciwnej stronie jezdni w stosunku do równoległej, oddalonej ulicy Żelaznej, a ulica Kłośna i Żelazna nie łączą się (są położone w znacznym oddaleniu).
Wolny od zabudowy kwartał pomiędzy ulicami Żelazną, Icchaka Lejba Pereca, Ołowianą i drogą wewnętrzną (1 zachowana kamienica) został w latach 1992–1995 zabudowany zespołem mieszkalno-usługowym według projektu architektów: Wojciecha Jarząbek, P. Spychały i E. Wróblewskiej. Wcześniej plac wykorzystywany był jako parking, miejsce dla przyjeżdżających do miasta wesołych miasteczek i cyrków, ulicznego handlu choinkami itp. Później powstał kolejny budynek przy ulicy Żelaznej 54-56 z lokalem handlowym w parterze i w ramach działek obu opisanych inwestycji z otwartym ciągiem pieszym łączącym ulicę Żelazną z ulicą Ołowianą, w osi jezdni placu Icchaka Lejba Pereca i ulicy Kłośnej.

## Nazwy
W swojej historii ulica nosiła następujące nazwy:
- Gellertstrasse, do 15.05.1946 r.[5][23]
- Ołowiana, od 15.05.1946 r.[23][24]

Nazwa niemiecka ulicy Gellertstrasse upamiętniała Christiana Fürchtegotta Gellerta, urodzonego 4.07.1715 r. w Hainichen, zmarłego 13.07.1769 r. w Lipsku, poetę, autora moralistycznych bajek, powieści sentymentalnych i łzawych komedii. Współczesna nazwa ulicy – ulica Ołowiana – została nadana przez Zarząd Wrocławia i ogłoszona w okólniku nr 33 z 15.05.1946 r.

## Układ drogowy
Ulica łączy się z następującymi drogami publicznymi, kołowymi:
| Powiązanie   | kierunek | Droga                                                  | Fotografia | Opis             |
| ------------ | -------- | ------------------------------------------------------ | ---------- | ---------------- |
| skrzyżowanie | ← →      | ulica Icchaka Lejba Pereca                             |            | w lewo i w prawo |
| skrzyżowanie | →        | ulica Ołowiana (rozwidlenie), jezdnia do ulicy Kłośnej |            | po lewej         |
| skrzyżowanie | →        | ulica Kłośna                                           |            | na wprost        |
| skrzyżowanie | ← →      | ulica Oporowska                                        |            | na wprost        |

## Droga

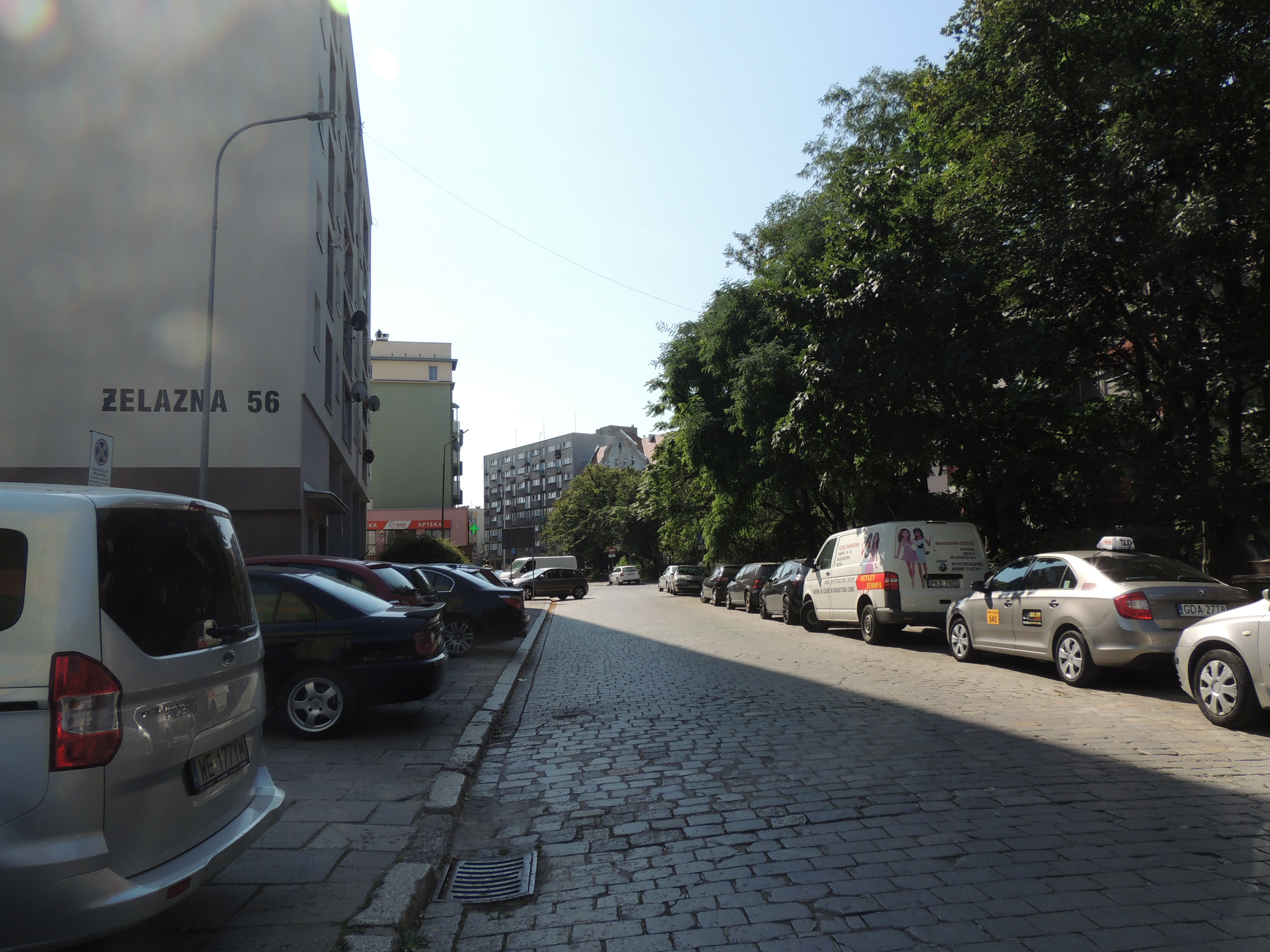
Od ul. Oporowskiej w kierunku ul. Kłośniej

Do ulicy Ołowianej przypisana jest droga gminna (numer drogi 106156D, numer ewidencyjny drogi G1061560264011), która obejmuje ulicę o długości 200 m, łącząca ulicę Pereca z ulicą Oporowską, klasy dojazdowej. W rejonie zieleńca i numerów 7-9 szerokość pasa drogowego w liniach rozgraniczających wynosi 14,5 m. Nawierzchnia ulicy wykonana jest jako brukowana z kamiennej kostki granitowej. Ulica przebiega przez teren położony na wysokości bezwzględnej od 119,1 do 119,8 m n.p.m.. Ulica położona jest na działce ewidencyjnej o powierzchni 3 947 m². Ulica Kłośna położona jest w strefie ograniczenie prędkości do 30 km/h. Wzdłuż ulicy wyznaczono kontraruch dla rowerów.

## Zagospodarowanie i demografia
Ulica Ołowiana przebiega przez obszar osiedla Gajowice. Ten fragment tego osiedla klasyfikowany jest jako obszar zabudowy śródmiejskiej (podlegający ochronie i wpisany do gminnej ewidencji zabytków w zakresie układu urbanistycznego). Zabudowana jest po obu stronach ciągłymi pierzejami budynków mieszkalnych. Znajdują się tu zarówno zachowane kamienice, jak i współczesna zabudowa uzupełniająca powstała w latach 60. i 70. XX wieku w ramach budowy osiedla mieszkaniowego Gajowice oraz zabudowa późniejsza w pierzei północno-wschodniej. Są to budynki mieszkalne lub mieszkalno-usługowe z lokalami handlowo-usługowe, które mają od czterech do ośmiu kondygnacji nadziemnych. Za budynkami położonymi w obu pierzejach ulicy znajdują się tereny zieleni międzyblokowej. Przy początku ulicy położony jest teren zieleni – zieleniec przy ul. Ołowianej-Kłośnej – otoczony z każdej strony jezdniami ulicy Ołowianej i Kłośnej.
Ulica przebiega przez dwa rejowny statystyczne, przy czym prezentowane dane są aktualne na dzień 31.12.2020 r. Jest to rejon nr 930800, w którym we wskazanej dacie zameldowanych było 1 383 osób, a gęstość zaludnienia wynosiła 17 565 osób/km², oraz na odcinku od ulicy Kłosniej do ulicy Oporowskiej po stronie południowo-zachodniej rejon statystyczny nr 930700 w którym zameldowanych było 648 osób a gęstość zaludnienia wynosiła 25 688 osób/km².

## Punkty adresowe i budynki
Punkty adresowe przy ulicy Ołowianej (wg stanu na 2021 r.):
- strona północno-wschodnia – numery nieparzyste:
  - ulica Ołowiana 3[45]: kamienica[12] mieszkalna (4 kondygnacje)[46]
  - ulica Ołowiana 5[47], 7[48], 9[49], 11[50], 13[51], i inne numery przy ulicach sąsiednich[52]: budynek mieszkalny (5 kondygnacji)[52], apteka (pod nr 11)[53]
- strona południowo-zachodnia – numery parzyste:
  - ulica Ołowiana 2-4[54]: budynek mieszkalny (8 kondygnacji)[55]
  - ulica Ołowiana 6[56]: kamienica[12] mieszkalna (4 kondygnacje)[57]
  - ulica Ołowiana 8[58]: kamienica[12] mieszkalna (4 kondygnacje)[59]
  - ulica Ołowiana 10[60]: kamienica[12] mieszkalna (5 kondygnacji)[61].

## Zieleń urządzona, rekreacja
Przy ulicy znajdują się następujące tereny zieleni urządzonej i rekreacji:
| Obiekt | Powierzchnia                                                                    | foto |
| --- | ------------------------------------------------------------------------------- | ---- |
| Zieleniec przy ul. Ołowianej – Kłośnej (wnętrze z zielenią, ważny dziedziniec, ogród) · strona południowo-wschodnia między dwiema jezdniami ulicy Ołowianej ·     | 849 m²                                                                          |      |
| szpaler z ochroną wybranych drzew po stronie południowo-wschodniej ulicy Kłośnej, od ulicy Grochowej do ulicy Ołowianej                                           | nie dotyczy                                                                     |      |
| teren zielony we wnętrzu międzyblokowym w kwartale ulic: Grochowej, Pereca, Ołowianej i Kłośnej strona południowo-wschodnia za budynkami przy ulicy Kłośniej 4-10 | 3 709 m² (3 662 m²) w tym ogólnodostępny teren rekreacyjny co najmniej 1 000 m² |      |
| "Zieleń międzyblokowa przy ul. Oporowskiej" (wnętrze z zielenią, ważny dziedziniec, ogród), strona północno-zachodnia za budynkami przy ulicy Kośnej 1-15         | brak danych                                                                     |      |
| | Zobacz multimedia związane z tematem: Zieleniec przy ul. Ołowianej - Kłośnej    |      |

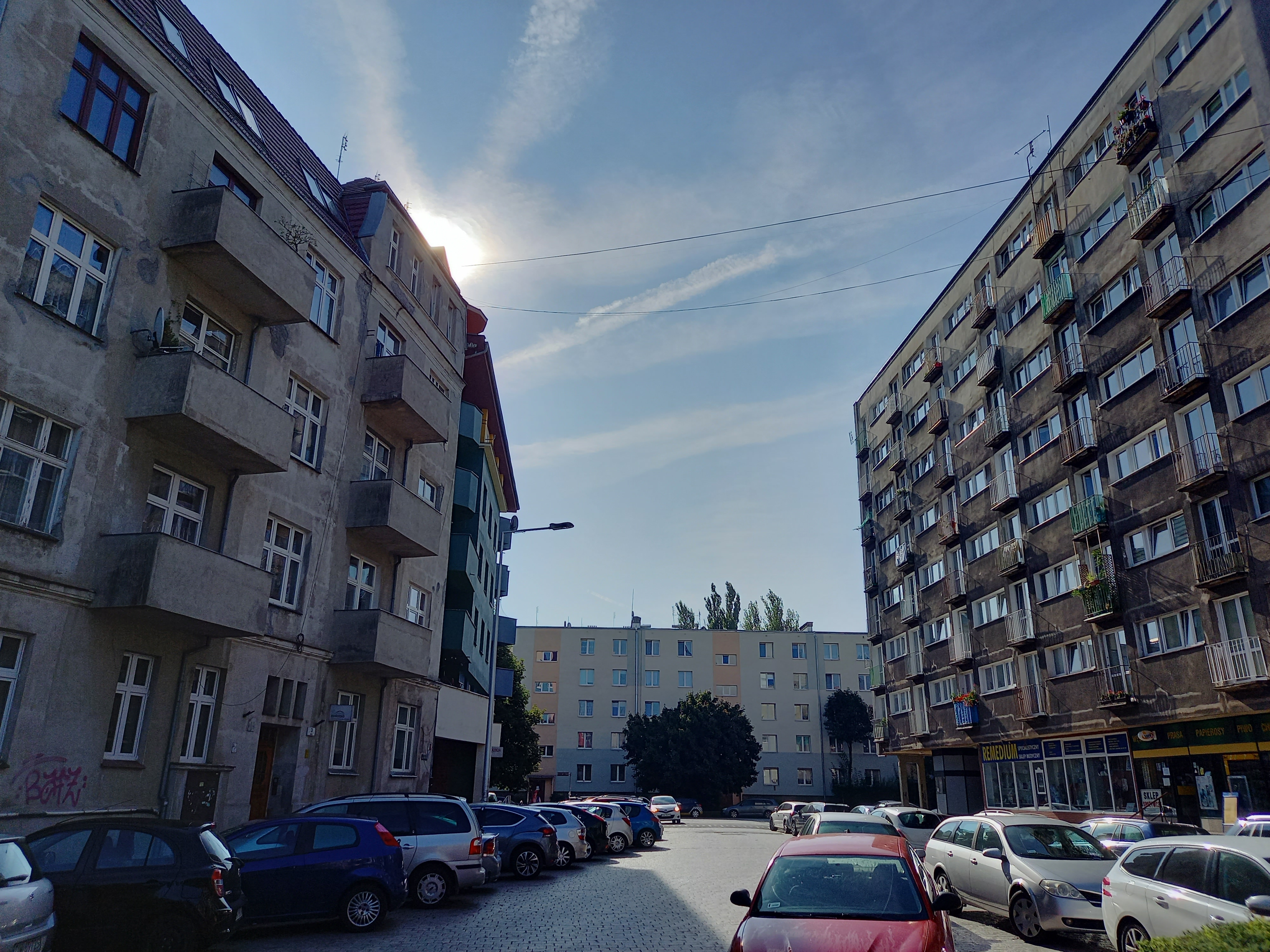
Od rozwidlenia (zieleńca) do ul. Pereca

W ramach Zieleńca przy ul. Ołowianej – Kłośnej postuluje się ochronę szpalerów drzew otaczających skwer i innych, wybranych drzew w położonych w jego obrębie. Podobną ochronę proponuje się dla drzew w ramach szpaleru biegnącego wzdłuż ulicy Kłośnej od ulicy Grochowej do ulicy Ołowianej.

## Ochrona i zabytki
Ulica Ołowiana na całej długości leży w obszarze, którego układ urbanistyczny podlega ochronie i jest wpisany do gminnej ewidencji zabytków pod pozycją Gajowice (historyczny układ urbanistyczny dzielnicy w rejonie placu Icchaka Lejba Pereca, ulic Żelaznej, Lwowskiej i Manganowej, wraz z zespołem budowlanym szpitala i zabudową w rejonie ulic Stalowej, Spiżowej i Mosiężnej we Wrocławiu). W szczególności ochronie podlega historyczny układ urbanistyczny (historyczny układ funkcjonalno-przestrzenny), kształtowany sukcesywnie od lat 40. XIX wieku (rejon placu Pereca), w latach 90. XIX wieku (zabudowa po północnej stronie ulicy Grabiszyńskiej) i pod koniec XIX wieku do 1945 r. Ponadto ochroną objęte są następujące elementy: historyczna nawierzchnia ulic oraz historyczna zieleń komponowana.
Przy ulicy i w najbliższym sąsiedztwie znajdują się następujące zabytki wpisane do gminnej ewidencji zabytków:
| Obiekt, położenie                                                   | Powstanie, rodzaj ochrony                                            | Fotografia |
| ------------------------------------------------------------------- | -------------------------------------------------------------------- | ---------- |
| Kamienica ulica Ołowiana 3 (strona północno-wschodnia ulicy)        | około 1910 r. rodzaj ochrony: inny                                   |            |
| Kamienica ulica Ołowiana 6 (strona południowo-zachodnia ulicy)      | około 1905 r. rodzaj ochrony: inny                                   |            |
| Kamienica ulica Ołowiana 8 (strona południowo-zachodnia ulicy)      | około 1900-1905 r. rodzaj ochrony: inny                              |            |
| Kamienica · ulica Ołowiana 10 (strona południowo-zachodnia ulicy) · | 1910 r., po 1945 r. rodzaj ochrony: inny                             |            |
| Kamienica ulica Kłośna 3 (strona północno-zachodnia ulicy)          | około 1911 r. rodzaj ochrony: inny                                   |            |
|                                                                     | Zobacz multimedia związane z tematem: Ulica Ołowiana 10 we Wrocławiu |            |

## Baza TERYT

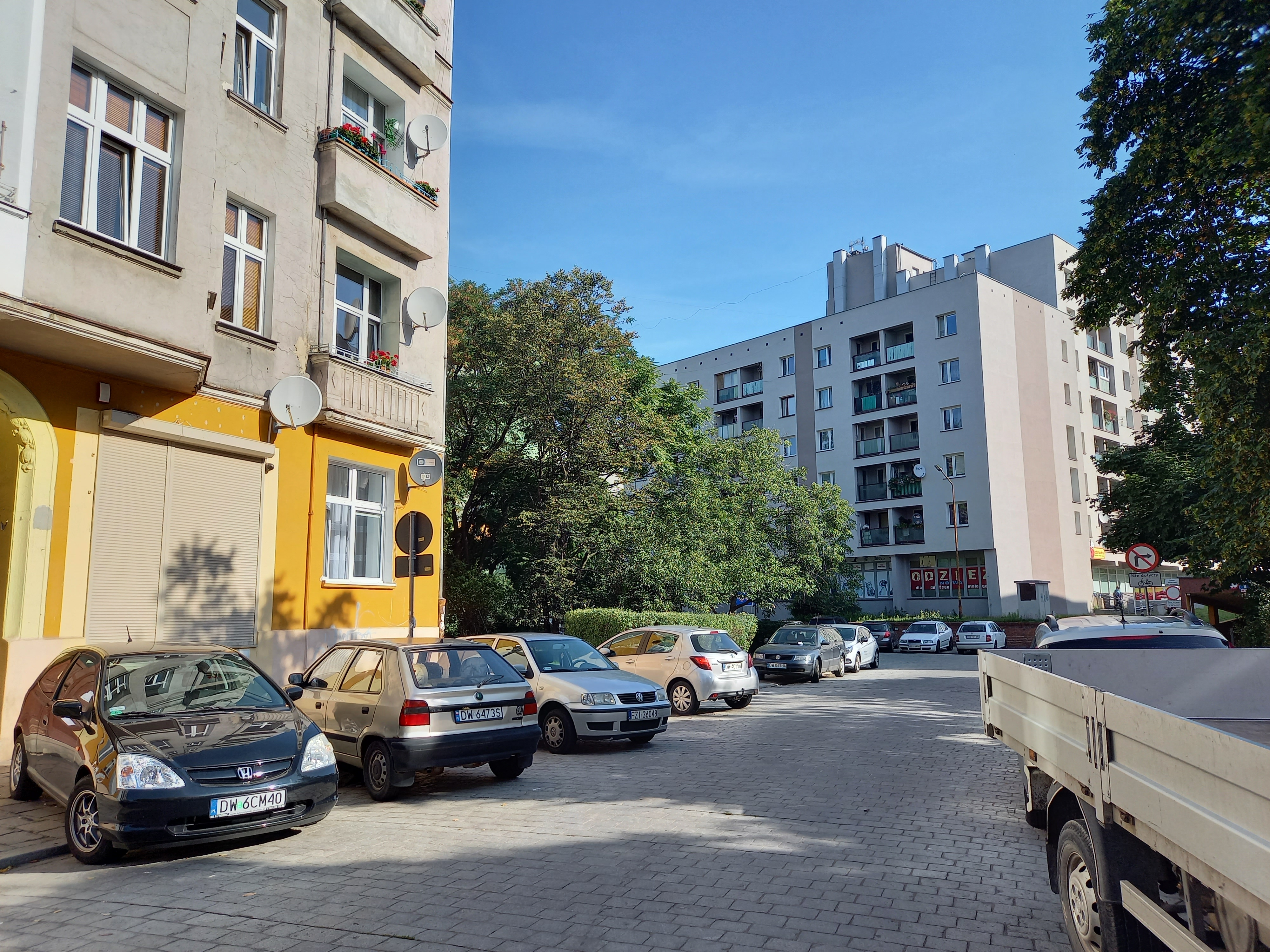
Przy budynku ul. Kłośna 3, jezdnia przypisana do ulicy Kłośnej, ale działka wskazana jako część ulicy Ołowianeju-nump

Dane Głównego Urzędu Statystycznego z bazy TERYT, spis ulic (ULIC):
- województwo: DOLNOŚLĄSKIE (02)
- powiat: Wrocław (0264)
- gmina/dzielnica/delegatura: Wrocław (0264011) gmina miejska; Wrocław-Fabryczna (0264029) delegatura
- Miejscowość podstawowa: Wrocław (0986283) miasto; Wrocław-Fabryczna (0986290) delegatura
- kategoria/rodzaj: ulica
- Nazwa ulicy: ul. Ołowiana (15035)[80].